# Liên minh 4K
Liên minh 4K là một liên minh quân sự Được thành lập vào tháng 6 năm 2023 bởi các tổ chức vũ trang người Karen và Karenni.  bao gồm: Quân đội Giải phóng Dân tộc Karen, Mặt trận Giải phóng Nhân dân Quốc gia Karenni, Quân đội Karenni và Lực lượng Phòng vệ Dân tộc Karenni.

## References
1. ↑  J, Esther (ngày 10 tháng 11 năm 2023). "After attacking military target in Karenni State, KNDF and KNPLF announce launch of 'Operation 1107'". Myanmar Now. Bản gốc lưu trữ ngày 10 tháng 11 năm 2023. Truy cập ngày 10 tháng 11 năm 2023.
2. ↑  "Intense clash in Mese, Karenni State". Democratic Voice of Burma (bằng tiếng Burmese). ngày 20 tháng 6 năm 2023. Lưu trữ bản gốc ngày 25 tháng 6 năm 2023. Truy cập ngày 30 tháng 7 năm 2023.{{Chú thích báo}}:  Quản lý CS1: ngôn ngữ không rõ (liên kết)
3. ↑  "The 4K, the clash in Mese, and the military movement of Karenni State". People's Spring (bằng tiếng Burmese). ngày 20 tháng 6 năm 2023. Lưu trữ bản gốc ngày 2 tháng 7 năm 2023. Truy cập ngày 30 tháng 7 năm 2023.{{Chú thích báo}}:  Quản lý CS1: ngôn ngữ không rõ (liên kết)
4. ↑   Two more military outposts fall to Karenni resistance forces near Thai border. Myanmar Now. Esther J. June 26, 2023. Lưu trữ ngày 25 tháng 7 năm 2023 tại Wayback Machine